# Mirabilozetes dentatus
Mirabilozetes dentatus är en kvalsterart som beskrevs av Sandór Mahunka 1977. Mirabilozetes dentatus ingår i släktet Mirabilozetes och familjen Microzetidae. Inga underarter finns listade i Catalogue of Life.